# Eutimesius ephippiatus
Eutimesius ephippiatus – gatunek kosarza z podrzędu Laniatores i rodziny Stygnidae.

## Występowanie
Gatunek wykazany z Kolumbii.